# Голобров короткодзьобий
Голобров короткодзьобий (Neodrepanis hypoxantha) — вид горобцеподібних птахів родини асітових (Philepittidae).

## Поширення
Ендемік Мадагаскару. Мешкає у дощових лісах вздовж північного та східного узбережжя острова.

## Опис
Тіло завдовжки 9-10 см, включаючи хвіст; вага близько 22 г. Пухнастий птах з коротким хвостом та довгим і зігнутим дзьобом. У самців у шлюбний період верхня сторона тіла блискучого чорного кольору з синім відтінком. Нижня частина тіла жовтого кольору. Навколо очей бірюзовий карункул (шкіряний неоперений наріст). У самиць та самців у позашлюбний період верхня сторона темно-оливкового забарвлення та відсутній карункул.

## Спосіб життя
Трапляється поодинці. Територіальний вид. Живиться нектаром та дрібними комахами. Розмноження відбувається в період з листопада по січень. Полігінічний вид. Самець приваблює самиць співом та забарвленням. Будівництвом гнізда та піклуванням про потомство займається лише самиця.